# Лі Сан Йоп
Лі Сан Йоп (кор. 이상엽) — південнокорейський актор.

## Біографія
Лі Сан Йоп розпочав свою акторську кар'єру у 2007 році з виконання епізодичної ролі у телесеріалі. У наступні декілька років актор виконував лише другорядні ролі у фільмах та серіалах, поки у 2013 році не зіграв свою першу головну роль у серіалі «Відкинь кохання подалі», ця роль принесла актору першу нагороду. Зростанню популярності Сан Йопа сприяла одна з головних ролей у популярному серіалі «Доки ти спала». Наприкінці березня 2020 року відбулася прем'єра родинної драми «Ще раз», одну з головних ролей в якій виконує Сан Йоп.

## Фільмографія

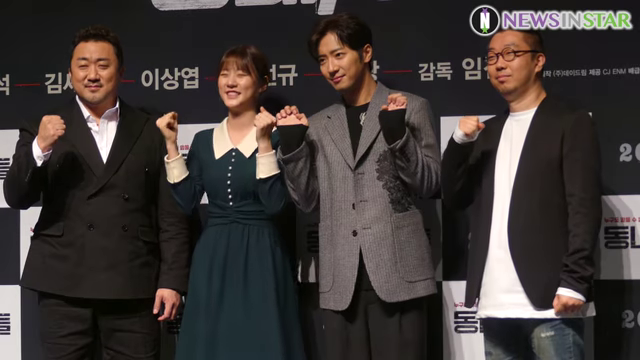
Лі Сан Йоп (другий зправа) разом з колегами по фільму «Селяни»

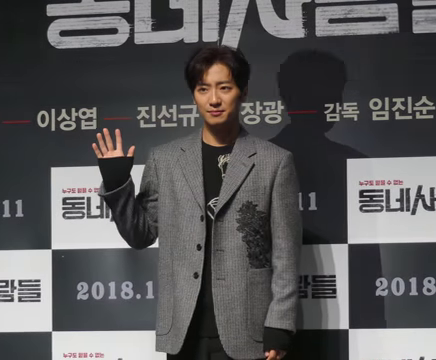
Лі Сан Йоп у 2018 році

### Телевізійні серіали
| Рік  | Назва                                                  | Роль                             | Мережа    |
| ---- | ------------------------------------------------------ | -------------------------------- | --------- |
| 2007 | «Щаслива жінка»                                        |                                  | KBS2      |
| 2008 | «Седжонг, Великий король»                              | Кронпринц Хян                    | KBS1      |
| 2008 | «Слон»                                                 | Чу Сан Йоп                       | MBC       |
| 2008 | «Мистецтво спокуси»                                    | Сан Їль                          | OCN       |
| 2008 | «Ось приходить він»                                    | (гость)                          | MBC       |
| 2009 | «Її стиль»                                             | Юн Сок У                         | KBS N     |
| 2011 | «Мідас»                                                | Хан Чан Сок                      | SBS       |
| 2011 | «Міс Ріплі»                                            | Ха Чхоль Чжин                    | MBC       |
| 2011 | «Не можу втратити»                                     | Йон Хьон Чжу (9 серія)           | MBC       |
| 2011 | «Я мешкаю у Чонгнам-доні»                              | Лі Сан Йоп                       | JTBC      |
| 2012 | «Трояндова веселка»                                    | Хан Се У                         | TV Tokyo  |
| 2012 | «Хороший хлопець»                                      | Пак Чун Ха                       | KBS2      |
| 2013 | «Чан Ок Чон: Життя в коханні»                          | принц Донпхьон                   | SBS       |
| 2013 | «Найкраща справа у світі»                              | Джон Харрісон                    | MBC       |
| 2013 | «Відкинь кохання подалі»                               | Чан Че Мін                       | MBC       |
| 2015 | «Будинок синьої пташки»                                | Чан Хьон До                      | KBS2      |
| 2016 | «Сигнал»                                               | Кім Чін У (9-11 серії)           | tvN       |
| 2016 | «Майстер помсти»                                       | Пак Те Ха                        | KBS2      |
| 2016 | «Лікарі»                                               | Кім У Чжин (серії 15-16, 18, 20) | SBS       |
| 2016 | «Дім, милий дім» (спеціальна драма)                    | Кан Сон Мін                      | KBS       |
| 2016 | «Слухай кохання»                                       | Ан Чун Йон                       | JTBC      |
| 2017 | «Доки ти спала»                                        | Лі Ю Бом                         | SBS       |
| 2017 | «Ти ближче, ніж я думав» (спеціальна драма)            | Чхве У Чжин                      | KBS       |
| 2018 | «Він гімн смерті»                                      | Кім Хон Кі                       | SBS       |
| 2018 | «Топ-зірка Ю Пек»                                      | Чхве Ма Доль                     | tvN       |
| 2019 | «Любовні справи вдень»                                 | Юн Чон У                         | Channel A |
| 2020 | «Ще раз»                                               | Юн Кьо Чжін                      | KBS2      |
| 2020 | «Хороший кастинг»                                      | Юн Сок Хо                        | SBS       |
| 2020 | «Сліди кохання» (спеціальна драма, 11 сезон, 9 епізод) | Чон Чі Соп                       | KBS2      |
| 2021 | «На межі божевілля»                                    | Хан Се Квон                      | MBC       |
| 2022 | «Падаюча зірка»                                        | До Чі Хьок (камео, 11 серія)     | tvN       |
| 2022 | «Єва»                                                  | Со Ин Пьон                       | tvN       |
| 2023 | «Чистий боксер»                                        | Кім Те Йон                       | KBS2      |

### Фільми
| Рік  | Назва                                   | Роль                          |
| ---- | --------------------------------------- | ----------------------------- |
| 2008 | «Чоловік який був суперменом»           | бойфренд Су Чжун              |
| 2008 | «Шестирічне кохання»                    | Юн Сок                        |
| 2011 | «Пенні Пінчерс»                         | Ян Кван У                     |
| 2012 | «Лускунчик в 3D»                        | Лускунчик (корейський дубляж) |
| 2013 | «Грип»                                  | Бьон У                        |
| 2014 | «Екс-файли»                             | Пак Ин Хо                     |
| 2018 | «Селяни»                                | Чі Сон                        |
| 2020 | «День, коли я помер: Нерозкрита справа» | Хьон Чжун                     |

## Нагороди
| Рік  | Нагорода                                   | Категорія                                                                            | Робота                        | Результат | Прим. |
| ---- | ------------------------------------------ | ------------------------------------------------------------------------------------ | ----------------------------- | --------- | ----- |
| 2012 | 26-та Премія KBS драма                     | Кращий актор другого плану                                                           | «Хороший хлопець»             | Номінація |       |
| 2013 | 2-а Премія «Зірок МААТР»                   | Кращий новий актор                                                                   | «Чан Ок Чон: Життя в коханні» | Номінація |       |
| 2013 | 32-га Премія MBC драма                     | Кращий новий актор                                                                   | «Відкинь кохання подалі»      | Перемога  | [ 4 ] |
| 2015 | 29-та Премія KBS драма                     | Краща пара (разом з Чхе Су Бін)                                                      | «Будинок синьої пташки»       | Номінація |       |
| 2017 | 25-та Премія SBS драма                     | Нагорода за високу майстерність (актор у серіалі що транслюється у середу та четвер) | «Доки ти спала»               | Перемога  | [ 5 ] |
| 2017 | 25-та Премія SBS драма                     | Персонаж року                                                                        | «Доки ти спала»               | Номінація | [ 5 ] |
| 2019 | 27-ма Премія Корейської культури та розваг | Кращий актор драми                                                                   | «Любовні справи вдень»        | Перемога  | [ 6 ] |
| 2020 | 34-та Премія KBS драма                     | Нагорода за майстерність (актор середньотривалої драми)                              | «Ще раз»                      | Перемога  | [ 7 ] |
| 2020 | 34-та Премія KBS драма                     | Нагорода Netizen (актор)                                                             | «Ще раз»                      | Перемога  | [ 7 ] |
| 2020 | 34-та Премія KBS драма                     | Краща пара (разом з Лі Мін Чон)                                                      | «Ще раз»                      | Перемога  | [ 7 ] |
| 2020 | 34-та Премія KBS драма                     | Кращий актор одноактної / спеціальної / короткої драми                               | «Сліди кохання»               | Номінація | [ 7 ] |
| 2020 | 28-ма Премія SBS драма                     | Кращий актор жанрового/екшн мінісеріалу                                              | «Хороший кастинг»             | Номінація |       |
| 2021 | 7-ма Премія «Зірок МААТР»                  | Нагорода за високу майстерність (актор серіалу)                                      | «Ще раз»                      | Перемога  | [ 8 ] |
| 2021 | Премія MBC драма                           | Нагорода за майстерність (актор мінісеріалу)                                         | «На межі божевілля»           | Перемога  | [ 9 ] |